# Discografia Corinei Chiriac
Mai jos este prezentată discografia cântăreței și compozitoarei române de muzică ușoară Corina Chiriac. Titlurile sunt redate în grafia epocii.

## Discuri EP
- Valurile Dunării (1971, Electrecord EDC 10.240)
- Sîmbătă seara (mai 1973, Electrecord EDC 10.328)

## Discuri LP și Casete audio
- Eu sînt Corina! (1981, Electrecord EDE 01899) – format: 30 cm, 33 RPM, stereo

1. Valurile Dunării (I. Ivanovici/Aurel Felea)
2. Nu știu cine ți-a spus (Mircea Romcescu/Diana Turconi)
3. Întoarcere (Vulture de aramă) (Valeria Dogaru/M. Dumitrescu)
4. Uită nostalgia (Ion Cristinoiu/Mihai Dumbravă)
5. Serenadă (Mircea Chiriac/Aurel Storin)
6. Am visat odată (Mihai Constantinescu)
7. Pentru tot ce-a fost îți mulțumesc (Horia Moculescu/Eugen Rotaru)
8. Vara (Mircea Romcescu/Diana Turconi)
9. Portul albastru din ochii tăi (Adrian Romcescu/Ovidiu Dumitru)
10. Uneori sîntem toți copii (Liviu Tudan/C. Brăneanu)

Aranjamente orchestrale: Paul Urmuzescu (1), Mircea Romcescu (2, 3, 8–10), Ion Cristinoiu (4), Mircea Chiriac (5), Cornel Meraru (6), Horia Moculescu (7)
Conducerea muzicală: Paul Urmuzescu (1), Mircea Romcescu (2–6, 8–10), Horia Moculescu (7)
La piesa 6, la pian – Corina Chiriac; Acompaniază: Grup 5T
- Noapte bună, pe mîine (1983, Electrecord EDE 02281) – format: 30 cm, 33 RPM, stereo

1. Noapte bună, pe mîine (Corina Chiriac/Mihai Maximilian)
2. Prin dragoste să nu treci fluierînd (Marius Țeicu/Eugen Rotaru)
3. Inima ta (Horia Moculescu/Mihai Maximilian)
4. Pe tine n-am să te pot uita niciodată (Horia Moculescu/Aurel Storin)
5. Care din noi? (Ion Cristinoiu/Corina Chiriac)
6. Să nu spui îmi pare rău (Marius Țeicu/Eugen Rotaru)
7. Ne cunoaștem din vedere (Corina Chiriac/Eugen Rotaru)
8. Să nu mă-ntrebi acum de ce (Horia Moculescu/Eugen Rotaru)
9. Mama, doar mama (Marius Țeicu/Eugen Rotaru)
10. Cîntec pentru Ioana Radu (Corina Chiriac/Eugen Dumitru)
11. Hoinar (Mihaela Boboc/Dumitru Neculuță)
12. Dorule, doruțule (Marian Nistor/Dumitru Neculuță)

- Corina (1985, Electrecord EDE 02774, STC 00314 - Caseta audio) – format: 30 cm, 33 RPM, stereo

1. Strada Speranței (Vasile Veselovschi/Mihai Maximilian)
2. Rămîne o artistă (Corina Chiriac/Mihai Maximilian)
3. Drumul spre tine (Vasile Veselovschi/Mihai Maximilian)
4. Noi trei (Dan Pavelescu/A. Munteanu)
5. Să-mi vorbești de primăvară (Ion Cristinoiu/Roxana Popescu)
6. Povestea unei scrisori (Corina Chiriac/Mihai Maximilian)
7. Suzana (repertoriul internațional/Mihai Maximilian)
8. Te-am sunat să-ți spun mi-ești dragă (Stevie Wonder/Corina Chiriac)
9. Bate, vîntule, bate (Dan Ștefănică/Gina Teodorescu)
10. Gara de Nord (Temistocle Popa/Ovidiu Dumitru)
11. O fi rău sau o fi bine (Vasile Veselovschi/Mihai Maximilian) – în duet cu Aurel Moga

La piesa nr. 7, solo acordeon: Alexandru Miriuță
La piesele 7 și 8, aranjamente muzicale, realizare instrumentală: Mircea Drăgan
- Și ieri, și azi, și mîine (1988, Electrecord ST-EDE 03362) – format: 30 cm, 33 RPM, stereo

1. Trenul fericirii (Vasile Veselovschi/Mihai Maximilian)
2. Vino, iubire,-napoi (Ion Cristinoiu/Aurel Storin)
3. Nu mă uita de tot (Vasile Veselovschi/Mihai Maximilian)
4. Permiteți (Corina Chiriac/Mihai Maximilian)
5. Viața fericirea îmi va da (Dan Dimitriu/Eugen Rotaru)
6. Și ieri, și azi, și mîine (Horia Moculescu/Aurel Storin) – în duet cu Horia Moculescu
7. O clipă de sinceritate (Ion Cristinoiu)
8. Păi de ce? (Horia Moculescu/Mihai Maximilian)
9. Un secret (Ion Cristinoiu/Corina Chiriac)
10. Să nu le spui că ne iubim (Ion Cristinoiu/Corina Chiriac)

- Deschid fereastra (1995, Electrecord EDE 04394 - LP, STC 001051 - Casetă audio)

1. Deschid fereastra (Ion Cristinoiu/Corina Chiriac)
2. Dragostea dintâi (Ulpia Ghica/Tiberiu Utan)
3. Teatru (Vasile Veselovschi/Mihai Maximilian)
4. Cântec pentru copilul meu (repertoriul internațional)
5. Nu-mi cere să plec (Vasile Veselovschi/Corina Chiriac)
6. Ce dor mi-a fost (Marius Țeicu/Aurel Felea)
7. Balada locatarului meu (Corina Chiriac)
8. Poți pleca (Valeria Dogaru)
9. Inimă nebună (Vasile Veselovschi/Mihai Maximilian)
10. Dragostea-i un bob de rouă (Corina Chiriac)
11. Rămâi tu raza mea de soare (Jolt Kerestely/Ioan Ruși)

## Compact discuri
- Serenadă pentru Carul Mare (2002, Intercont Music IMMCD 1206 - CD, IMMC 1206 - Casetă audio)

| 1. Seara 2. Un amic 3. Dialog 4. Mărțișor 5. Ce va urma 6. Prințesa 7. Ce folos? 8. Vals „urât” 9. Dialog 10. Va trebui 11. Da, eu cred | 1. Nu sunt singură 2. Așa... 3. Tatăl nostru 4. Rugăciunea argonautului 5. Dialog 6. Tango frumos 7. Bunicu’ 8. Dialog 9. Serenadă pentru Carul Mare 10. Dialog 11. Gândurile mele |

muzică și text: Corina Chiriac (cu excepția piesei 14 care este rugăciunea Tatăl nostru)
orchestrație: George Natsis
- Opriți timpul. Mari succese, vol. 1 (2005, Electrecord EDC 575)

1. Ce dor mi-a fost (Marius Țeicu/Aurel Felea)
2. Ce mică-i vacanța mare (Ion Cristinoiu/Eugen Rotaru)
3. Mama, doar mama (Marius Țeicu/Eugen Rotaru)
4. Uită nostalgia (Ion Cristinoiu/Mihai Dumbravă)
5. Permiteți (Corina Chiriac/Mihai Maximilian)
6. Ani fericiți (Ion Cristinoiu/Mihai Dumbravă)
7. În locul tău (Marcel Dragomir/Ovidiu Dumitru)
8. Va veni o clipă (Paul Urmuzescu/Mihai Dumbravă) – înregistrare din concert de la Festivalul Internațional „Cerbul de Aur”, Brașov, 1971
9. Întoarcere (Vulture de aramă)(Valeria Dogaru/Mircea Dumitrescu)
10. Nu mă uita de tot (Vasile Veselovschi/Mihai Maximilian)
11. Îți mulțumesc (Vasile Veselovschi/Mihai Maximilian)
12. Inimă, nu fii de piatră (Edmond Deda/Harry Negrin)
13. Uneori suntem toți copii (Liviu Tudan/C. Brăneanu)
14. Trenul fericirii (Vasile Veselovschi/Mihai Maximilian)
15. Dorule, doruțule (Marian Nistor/Dumitru Neculuță)
16. Țara mea cu ochi frumoși (Paul Mihăescu/Harry Negrin)
17. Nu te enerva (Marius Țeicu/Eugen Rotaru)
18. Nu, nu, nu (Marius Țeicu/Eugen Rotaru) – în duet cu Marius Țeicu
19. Unde erai?(Marius Țeicu/ Sașa Georgescu) – în duet cu Marius Țeicu
20. Opriți timpul (Mario Panas/Mihai Dumbravă)
21. Rămâne o artistă (Corina Chiriac/Mihai Maximilian)

Orchestra de estradă a Radioteleviziunii Române, dirijor: Sile Dinicu (2, 3, 5–8, 10–12, 14, 16, 19, 21); Formația orchestrală condusă de Mircea Romcescu (4, 9, 13);

Marius Țeicu (1, 17, 18); Formația Savoy, condusă de Marian Nistor (15); Orchestra Electrecord, dirijor: Alexandru Imre (20).
- Ne cunoaștem din vedere. Mari Succese, vol. 2 (2005, Electrecord EDC 637)

1. Ne cunoaștem din vedere (Corina Chiriac/Eugen Rotaru)
2. O clipă de sinceritate (Ion Cristinoiu/ Ion Cristinoiu)
3. Care din noi? (Ion Cristinoiu/Corina Chiriac)
4. Drum bun (Gherase Dendrino/Puiu Maximilian)
5. Vino, iubire, înapoi (Ion Cristinoiu/Aurel Storin)
6. Am visat odată (Mihai Constantinescu)
7. La balul de sâmbătă seară (Ion Vasilescu/Aurel Felea)
8. Tangoul dragostei (Camelia Dăscălescu/Eugen Rotaru)
9. Parfumul străzilor (Radu Șerban/Aurel Storin)
10. Te rog să nu te uiți la ceas (Corina Chiriac/Mihai Maximilian)
11. Portul albastru din ochii tăi (Adrian Romcescu/Ovidiu Dumitru)
12. Să-mi vorbești de primăvară (Ion Cristinoiu/Roxana Popescu)
13. Bate, vântule, bate (Dan Ștefănică/Gina Teodorescu)
14. Banii n-aduc fericirea (Migliacci/Sașa Georgescu)
15. Tangoul Bucureștiului (Aurel Giroveanu/Tiberiu Utan)
16. Valurile Dunării (I. Ivanovici/Aurel Felea)
17. Nu-mi cere să plec (Vasile Veselovschi/Mihai Maximilian)
18. Zaraza (Taglerara)
19. Îmi amintești de prima dragoste (Ion Cristinoiu/Corina Chiriac)
20. Noapte bună, pe mâine (Corina Chiriac/Mihai Maximilian)

- Inimă nebună. Mari Succese, vol. 3 (2006, Electrecord EDC 722)

1. Un secret (Ion Cristinoiu/Corina Chiriac)
2. Drumul spre tine (Vasile Veselovschi/Mihai Maximilian)
3. Nu știu cine ți-a spus (Mircea Romcescu/Diana Turconi)
4. Strada Speranței (Vasile Veselovschi/Mihai Maximilian)
5. Poți pleca (Valeria Dogaru)
6. Dragostea-i un bob de rouă (Corina Chiriac)
7. Serenadă (Mircea Chiriac/Aurel Storin)
8. Trec și nu ne pare rău (Vasile Veselovschi/Mihai Maximilian)
9. Să nu le spui că ne iubim (Ion Cristinoiu/Corina Chiriac)
10. Chitarra romana (E. di Lazzaro/D. Bruno)
11. Inimă nebună (Vasile Veselovschi/Mihai Maximilian)
12. Cântec pentru Ioana Radu (Corina Chiriac/Eugen Dumitru)
13. Paroles flammes (Dan Ștefănică/Flavia Buref) – înregistrare din concert, Pozan, Polonia, 1978
14. Gara de Nord (Temistocle Popa/Ovidiu Dumitru)
15. C’est si bon (H. Betti/A. Hornez) – înregistrare din concert, Friedrichstadpalast, 1974
16. Să nu spui îmi pare rău (Marius Țeicu/Eugen Rotaru)
17. I Am Corina (Ion Cristinoiu/ Diana Turconi)

- Strada Speranței  (CD apărut împreună cu nr. 36 al revistei "Taifasuri" din 27.09.2007)

1. Opriți timpul (Mario Panas/Mihai Dumbravă)
2. Uită nostalgia (Ion Cristinoiu/Mihai Dumbravă)
3. Permiteți (Corina Chiriac/Mihai Maximilian)
4. Nu mă uita de tot (Vasile Veselovski/Mihai Maximilian)
5. Ne cunoaștem din vedere (Corina Chiriac/Eugen Rotaru)
6. Mama, doar mama (Marius Țeicu/Eugen Rotaru)
7. Nu știu cine ți-a spus (Mircea Romcescu/Diana Turconi)
8. Pentru tot ce-a fost (îti mulțumesc) (Horia Moculescu/Eugen Rotaru)
9. Trec și nu ne pare rău (Vasile Veselovski/Mihai Maximilian)
10. Îți mulțumesc (Vasile Veselovski/Mihai Maximilian)
11. Ce mică e vacanța mare (Ion Cristinoiu/Eugen Rotaru)
12. O clipă de sinceritate (Ion Cristinoiu)
13. Inimă nebună (Vasile Veselovski/Mihai Maximilian)
14. Drumul spre tine (Vasile Veselovski/Mihai Maximilian)
15. Uneori suntem toți copii (Liviu Tudan/Corina Brăneanu)
16. Gara de Nord (Temistocle Popa/Ovidiu Dumitru)
17. Care dintre noi oare? (Ion Cristinoiu/Corina Chiriac)
18. Am visat odată (Mihai Constantinescu)
19. Strada Speranței (Vasile Veselovski/Mihai Maximilian)
20. Noapte bună, pe mâine (Corina Chiriac/Mihai Maximilian)

- Vol 28 - Muzică de Colecție Corina Chiriac  (CD apărut împreună cu Jurnalul Național, Ediție de Colecție din 19.11.2007)

1. Ne cunoaștem din vedere (Corina Chiriac/Eugen Rotaru)
2. La balul de sâmbata seara (Ion Vasilescu/Aurel Felea)
3. Banii n-aduc fericirea (Migliacci/Sasa Georgescu)
4. Valurile Dunării (I. Ivanovici/Aurel Felea)
5. Strada Speranței (Vasile Veselovski/Mihai Maximilian)
6. Inimă nebună (Vasile Veselovski/Mihai Maximilian)
7. C’est si bon (H. Betti/A. Hornez) – înregistrare din concert, Friedrichstadpalast
8. Uită nostalgia (Ion Cristinoiu/Mihai Dumbravă)
9. Permiteți (Corina Chiriac/Mihai Maximilian)
10. Ani fericiți (Ion Cristinoiu/Mihai Dumbravă)
11. În locul tău (Marcel Dragomir/Ovidiu Dumitru)
12. Va veni o clipă (Paul Urmuzescu/Mihai Dumbravă) – înregistrare din concert de la Festivalul Internațional "Cerbul de Aur", Brașov, 1971
13. Opriți timpul (Mario Panas/Mihai Dumbravă)
14. Vulture de aramă (Întoarcere) (Valeria Dogaru/Mircea Dumitrescu)
15. Nu mă uita de tot (Vasile Veselovski/Mihai Maximilian)
16. Inimă, nu fii de piatră (Edmond Deda/Harry Negrin)
17. Îti mulțumesc (Vasile Veselovski/Mihai Maximilian)
18. Trenul fericirii (Vasile Veselovski/Mihai Maximilian) 19. Nu te enerva (Marius Țeicu/Eugen Rotaru)
19. Nu, nu, nu (Marius Țeicu/Eugen Rotaru) – în duet cu Marius Țeicu
20. Unde erai?(Marius Țeicu/ Sașa Georgescu) – în duet cu Marius Țeicu
21. I Am Corina (Ion Cristinoiu/ Diana Turconi)

- Mărțișor Prințișor. Best of (2009, OVO Music 0033)

1. Permiteți (Corina Chiriac/Mihai Maximilian)
2. Mărțișor (Corina Chiriac)
3. Ce va urma (Corina Chiriac)
4. Seara (Corina Chiriac)
5. Mama, doar mama (Marius Țeicu/Eugen Rotaru)
6. Dragostea-i un bob de rouă (Corina Chiriac)
7. Ne cunoaștem din vedere (Corina Chiriac/Eugen Rotaru)
8. Nu știu cine ți-a spus (Mircea Romcescu/Dan Turconi)
9. Say Yes (Viorel Gavrilă/Corina Chiriac)
10. Inima nu știe carte (Jolt Kerestely/Ioan Ruși)
11. Inimă, nu fii de piatră (Edmond Deda/Harry Negrin) – remix
12. Inimă nebună (Vasile Veselovschi/Mihai Maximilian)
13. Bunicul (Corina Chiriac)
14. Rața (repertoriul internațional/Eugen Rotaru)
15. Toarnă, Marine (repertoriul internațional/Ioan Ruși)
16. Trec și nu ne pare rău (Vasile Veselovschi/Mihai Maximilian)
17. Strada Speranței (Vasile Veselovschi/Mihai Maximilian) – remix
18. Rămâne o artistă (Corina Chiriac/Mihai Maximilian)
19. Noapte bună, pe mâine (Corina Chiriac/Mihai Maximilian)
20. Bunicul (Corina Chiriac) – bonus track, negativ
21. Ce va urma (Corina Chiriac) – bonus track, negativ

- O rochie de mireasă (2010, Cat Music 101 2711 2)

1. La vârsta mea
2. Vai, vai Domnu’ Doctor
3. Borscuța Făt-Frumos
4. Rossignol de Moscou
5. Nu te mai uita după ea
6. Soacra
7. Harem
8. Ne certăm și ne-mpăcăm
9. Virtuoso
10. Cântecul cu portofel
11. Un sms
12. Kalika Muka Tortoșel
13. Basta
14. Soare mov
15. O rochie de mireasă
16. E viața mea

Muzică și orchestrație: Nicolae Caragea
Solist vocal și versuri: Corina Chiriac